# NPO 2
NPO 2 (bis 19. August 2014 Nederland 2) ist ein niederländischer Fernsehsender. NPO 2 ist das zweite nationale Fernsehprogramm des Nederlandse Publieke Omroeps. Der Fernsehsender hat seinen Sitz in Hilversum.
Der reguläre Sendebetrieb von NPO 2 wurde im Oktober 1964 aufgenommen, nachdem bereits zuvor ein Testbild ausgestrahlt wurde, um die Fernsehgeräte einzustellen. Man sendete analog über Antenne ausschließlich im UHF-Bereich, damit war die Reichweite geringer als bei NPO 1. Seit der Umschaltung auf das digitale Antennenfernsehen hat sich jedoch die Reichweite verändert. Über Satellit sendet man verschlüsselt. Seit dem 4. Juli 2009 sendet NPO 2 auch in HD.
1990 wurde Nederland 2 in TV2 umbenannt, bekam 2000 aber wieder seinen alten Namen. Seit dem 4. September 2006 hat der Sender sein derzeitiges Profil als „vertiefender“ Sender. Am 19. August 2014 wurde der Sender in NPO 2 umbenannt.
In Deutschland kann NPO 2 in Nordrhein-Westfalen im Kabelfernsehnetz von NetCologne sowie NetAachen und Unitymedia digital empfangen werden. Die analoge Einspeisung in Grenzregionen wurde mit Beendigung der analogen Verbreitung im Kabelnetz von Unitymedia im Juni 2017 eingestellt.

## Logos

Logo 1973 bis 1984
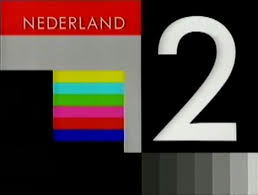
Logo 1984 bis 1988
Logo 1990
Logo 1990 bis 1994
Logo 1994 bis 2000
Logo 2000 bis 2003
Logo von 2003 bis 2006
Logo von 2006 bis 2014
Logo seit 2014